# Firas Al Khatib
Firas Al Khatib (arab فراس الخطيب; ur. 9 czerwca 1983 w Himsie) – syryjski piłkarz, grający na pozycji napastnika w klubie Al Salmiya.

## Kariera klubowa
Firas Al Khatib rozpoczął swoją zawodową karierę w 2000 roku w klubie Al Karama. Od 2002 roku występuje w Kuwejcie. 
W latach 2002–2003 był zawodnikiem klubu Al Naser Kuwait. W latach 2003–2009 był zawodnikiem Al-Arabi Kuwait. Z Al-Arabi trzykrotnie zdobył Puchar Emira Kuwejtu 2005, 2006 i 2008.
W 2005 krótko był wypożyczony do katarskiego Al-Ahly Doha. Od 2009 roku jest zawodnikiem klubu Al Qadsia Kuwait. Z Al Qadsią zdobył mistrzostwo Kuwejtu oraz Puchar Emira Kuwejtu w 2010. W 2011 roku został zawodnikiem Umm-Salal SC. W 2012 wrócił do Al Qadsia (mistrzostwo i puchar). W sezonie 2012/2013 grał w irackim Zakho FC, w latach 2013–2014 chińskim Shanghai Shenhua, a w latach 2014-2016 ponownie w Al-Arabi. W sezonie 2016/2017 był piłkarzem Al Kuwait Kaifan (mistrzostwo Kuwejtu), a latem 2017 trafił do Al Salmiya.

## Kariera reprezentacyjna
W reprezentacji Syrii Al Khatib zadebiutował 4 maja 2001 roku w wygranym 5:1 meczu Mistrzostw Świata 2002 z Filipinami. W 2004 roku uczestniczył w eliminacjach Mistrzostw Świata 2006. W 2008 roku uczestniczył w eliminacjach Mistrzostw Świata 2010. W 2011 został powołany na Puchar Azji.